# ZYB
ZYB var en gratis online tjeneste, der tillod brugerne at udføre backup af deres kontakt- og kalenderinformationer samt dele disse med andre på en overskuelig og hurtig måde. Firmaet blev grundlagt i august 2005 i København af de tre iværksættere Tommy Ahlers, Morten Lund og Ole Højriis Kristensen og den første betaversion af tjenesten blev lanceret i 2006.
I 2008 blev ZYB solgt til Vodafone, der relancerede tjenesten under navnet 360.com.
ZYB var baseret på SyncML, der tillod trådløs synkronisering. Tjenesten fungerede derfor over hele verden og kunne bruges med flere end 400 af de mest gængse mobilmodeller.
Siden ZYB blev lanceret i juni 2006 har brugere fra hele verden uploadet flere end 11 millioner (pr. november 2007) kontakter gennem zyb.com